# They Say
They Say è un singolo del gruppo musicale statunitense Scars on Broadway, il primo estratto dall'album in studio Scars on Broadway e pubblicato il 13 giugno 2008.

## Tracce
7" (Stati Uniti), download digitale
1. They Say – 2:48

7" (Regno Unito), download digitale (Regno Unito)
1. They Say – 2:48
2. Hungry Ghost – 3:36

CD promozionale
1. They Say (Clean Version) – 2:46
2. They Say (Explicit Version) – 2:46

## Formazione
Gruppo
- Daron Malakian – voce, chitarra, basso, tastiera, organo, mellotron
- John Dolmayan – batteria

Altri musicisti
- Franky Perez – chitarra aggiuntiva
- Danny Shamoun – tastiera aggiuntiva

Produzione
- Daron Malakian – produzione
- Dave Schiffman – ingegneria del suono
- John Silan Cranfield – ingegneria del suono e montaggio aggiuntivi
- Ryan Williams – missaggio
- Eddy Schreyer – mastering
- Vartan Malakian – copertina

## Classifiche
| Classifica (2008)             | Posizione massima |
| ----------------------------- | ----------------- |
| Stati Uniti (alternative)     | 15                |
| Stati Uniti (mainstream rock) | 25                |